# هپتاکلر
هپتاکلر (به انگلیسی: Heptachlor) با فرمول شیمیایی C۱۰H۵Cl۷ یک ترکیب شیمیایی است؛ که جرم مولی آن ۳۷۳٫۳۲ g/mol می‌باشد.